# 伊尼德 (密西西比州)
伊尼德（英語：Enid）是位於美國密西西比州塔拉哈奇縣的非建制地區。

## 歷史
伊尼德的郵局自1904年營運至今。

## 地理
伊尼德所處的海拔為高於海平面94米（即308英呎），而該地所採用的時區為UTC-6，即北美中部時區（CST）。同時該地設有夏令時間，為UTC-6調快一小時，即UTC-5（CDT）。